# Eburodacrys sexmaculata
Eburodacrys sexmaculata es una especie de escarabajo longicornio del género Eburodacrys, tribu Eburiini, subfamilia Cerambycinae. Fue descrita científicamente por Olivier en 1790.

## Descripción
Mide 12-21,5 milímetros de longitud.

## Distribución
Se distribuye por Argentina, Bolivia, Brasil, Colombia, Ecuador, Guyana, Guayana Francesa, Perú, Surinam y Venezuela.